# Harvest Ritual Vol. 1
Harvest Ritual Vol. 1 är det amerikanska death metal-bandet Necrophagias femte studioalbum. Albumet gavs ut 2005 av skivbolaget Red Stream, Inc..

## Låtförteckning
1. "The World, the Flesh, the Devil" – 0:49
2. "Dead Skin Slave" – 3:54
3. "Unearthed" – 5:38
4. "Cadavera X" – 6:32
5. "London (13 Demon Street)" – 5:06
6. "Return to Texas" – 5:47
7. "Akumu" – 2:08
8. "Stitch Her Further" – 5:24
9. "Excommunicated" – 5:39
10. "Harvest Ritual" – 6:37

- Text: Killjoy (spår 1–7, 9, 10), Killjoy/Joey Jordison (spår 8)
- Musik: Necrophagia

## Medverkande
Musiker (Necrophagia-medlemmar)
- Killjoy (Frank Pucci) – sång
- Frediablo (Fred Prytz) – gitarr
- Iscariah (Stian Smørholm) – basgitarr
- Titta Tani – trummor
- Fug (Knut Vegar Prytz) – gitarr
- Mirai Kawashima – keyboard

Bidragande musiker
- Bill "Chop Top" Moseley – sång (spår 5)
- Jen "Devil Doll" Rose – sång (spår 5)
- Patrick McCahan – bakgrundssång (spår 6)
- Joey Jordison – sång (spår 8)

Produktion
- Killjoy – producent, ljudmix
- Fug – producent, ljudmix
- Giuseppe Orlando – ljudtekniker
- Michela Tortolano – assisterande ljudtekniker
- Mark Prator – ljudmix
- Tom Morris – mastering
- Nico Claux – omslagskonst
- Jenna Jameson – fotomodell
- Jen "Devil Doll" Rose – fotomodell